# Aleksander Poniński (1856–1915)
Aleksander Oskar Franciszek Poniński herbu Łodzia (ur. 23 stycznia 1856 w Stanisławowie, zm. 24 października 1915 we Lwowie) – urzędnik, ziemianin, polityk konserwatywny, poseł do austriackiej Rady Państwa, książę.

## Życie
Urodził się w rodzinie ziemiańskiej, syn starosty tarnowskiego Ludwika Nikodema i Pauliny Leopoldyny z Orzechowskich. Ukończył gimnazjum we Lwowie (1874). Studiował prawo na uniw. we Lwowie (1874-1877) i Wiedniu (1877-1879), w 1882 otrzymał na UJ tytuł doktora praw. Podporucznik rezerwy Galicyjskiego Pułku Ułanów Nr 13. Po studiach pracował jako koncypient w Prokuraturze Skarbu Państwa w Wiedniu (1879-1880) następnie jako urzędnik w komisji bośniackiej wspólnego Ministerstwa Finansów (1881-1885). Potem pracował  od stycznia 1887 jako sekretarz w Dyrekcji Skarbu Państwa w Treście (1886-1887) Dyrektor finansowy Dyrekcji Skarbu Państwa w Dubrowniku w Dalmacji (1888-1894). W I. 1894-8 był kierownikiem Dyrekcji Skarbu w Krakowie, a w I. 1898-1900 radcą dworu przy Krajowej Dyrekcji Skarbu we Lwowie. W 1901 odszedł w stan spoczynku.
Ziemianin, właściciel rozległych dóbr ziemskich w Horyńcu, Podemszczyżnie i Tarasówce w pow. cieszanowskim, a także niewielkiej wyspy Tussel-Daksa na Adriatyku koło Dubrownika (Raguzy), oraz dóbr  Durchlaucht w Austrii Dolnej. Główny twórca Biblioteki Horynieckiej – jednego z największych prywatnych księgozbiorów w Galicji. W latach 1904–1912 przebudował i rozbudował barokowy pałac w Horyńcu wg planów krakowskiego architekta Teodora Talowskiego. Będąc znanym kolekcjonerem na ścianach pałacu stworzył dużą galerię malarstwa portretowego. Członek Wydziału Okręgowego w Cieszanowie Galicyjskiego Towarzystwa Kredytowego Ziemskiego (1904-1914).
Z przekonań konserwatysta, związany z krakowskimi stańczykami. Poseł do austriackiej Rady Państwa X kadencji (3 marca 1903 – 30 stycznia 1907) wybrany w kurii I większej własności ziemskiej, z okręgu wyborczego nr 10 (Jaworów-Mościska–Cieszanów).Mandat uzyskał po rezygnacji Włodzimierza Kozłowskiego (który wygrał w dwóch okręgach i zdecydował się przyjąć mandat w okręgu nr 16). W parlamencie austriackim należał do grupy posłów konserwatystów krakowskich Koła Polskiego w Wiedniu, Pracował w różnych komisjach Koła  m.in.w komisji cłowej i, podatku od wódek, zajmował się również rentownością produkcji gorzelnianej i przywróceniem Wieliczce wodociągów z wodą pitną. Członek Rady Powiatowej w Cieszanowie (1903-1914). Zmarł we Lwowie, pochowany w grobowcu rodzinnym w wybudowanej przez siebie kaplicy na cmentarzu w Horyńcu.

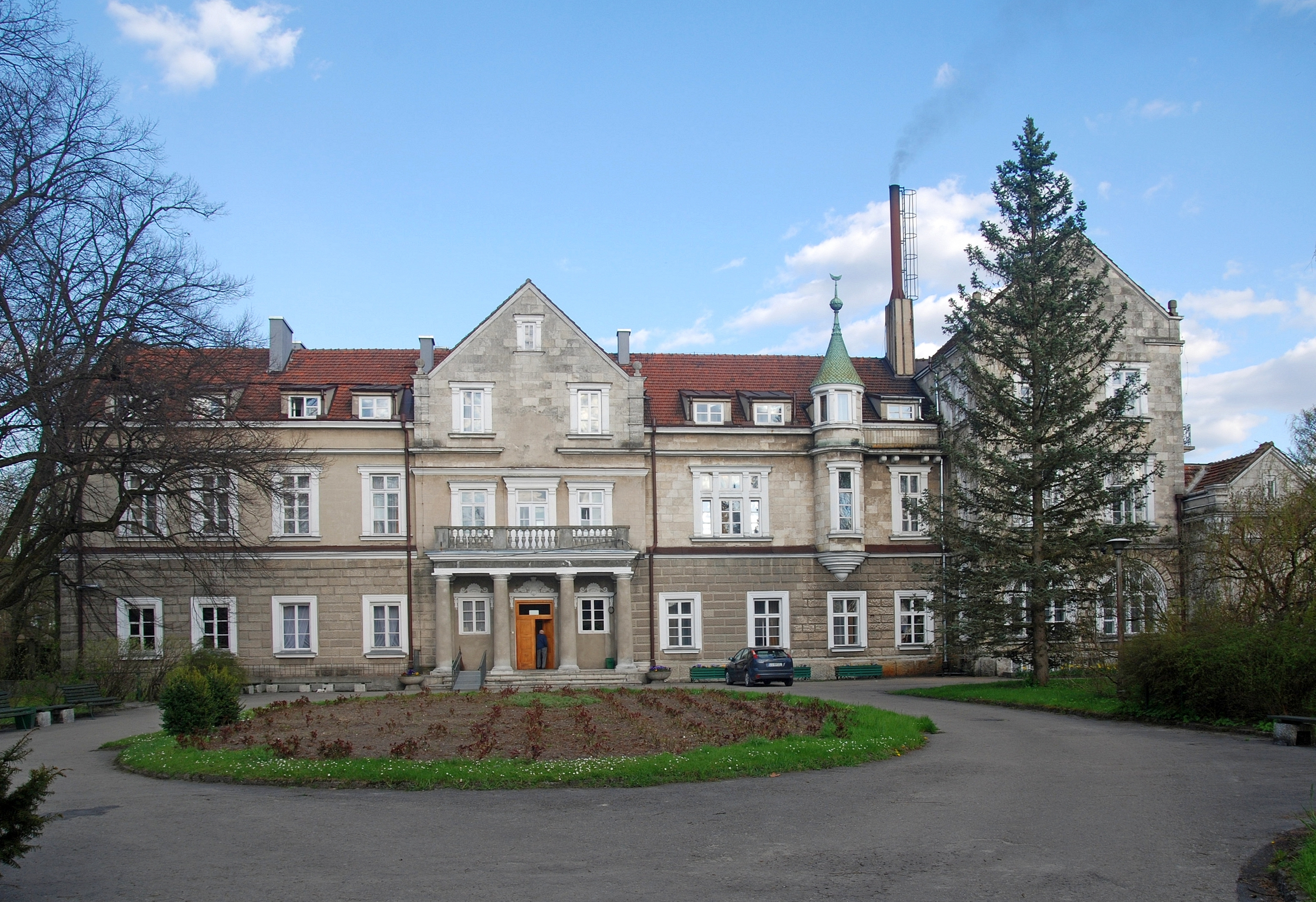
Pałac w Horyńcu-Zdroju Ponińskich

## Odznaczenia
Order Żelaznej Korony III klasy (25 października 1890), kawaler Orderu Franciszka Józefa. Od 1890 był szambelanem honorowym, obywatel honorowy Cieszanowa

## Rodzina i życie prywatne
8 września 1885 poślubił w Salzburgu Olgę księżną Wrede (1867-1938). Mieli troje dzieci: Ludwikę (1886-1918), żonę Stanisława Karłowskiego, Paulinę Różę Idę Ludwikę (1890-1899) i Kaliksta Michała Walentego (1895-1920),